# Triciclos Lifante
Triciclos Lifante, también conocida como Lifante Vehículos es una empresa dedicada a la fabricación de vehículos adaptados a personas con discapacidades físicas fundada en Barcelona en 1952.

## Historia
La compañía fue fundada por José Lifante Hurtado, minusválido, que se dedicaba a construir vehículos adaptados para personas incapacitadas, si bien en sus comienzos fueron principalmente para personas conocidas. Los primeros vehículos desarrollados fueron un motocarro con motor Hispano Villiers, muy utilizado por muchos fabricantes pequeños de automóviles de la época; y un velocimano. Se conoce que en 1964 se matricularon 5 motocicletas y 23 motocarros; siendo en 1965 16 motocarros, acabando es esta fecha la fabricación de automóviles. Posteriormente se inició con la fabricación de sillas de ruedas y sus accesorios, siendo la empresa rebautizada como Lifante vehículos, S.A. En 2005, la empresa alemana Meyra adquirió el 20% de las acciones de Lifante. Hoy en día es una compañía que sigue activa.